# František Baláž z Gyarmatu
František Balassa de Gyarmáth (maďarsky Balassa de Gyarmáth Ferenc, chorvatsky Franjo Balassa de Gyarmáth, 1736, Kékkő, dnes Modrý Kameň, Horní Uhry – 28. srpna 1807 tamtéž) byl uherský šlechtic, velmož a císařský komisař. V letech (1785–1790) zastával úřad chorvatského bána.

## Život
Ve funkci hejtmana Sremské župy, kterou zastával v letech 1762–1785 se vyznamenal zavedením reforem královny Marie Terezie (1740–1780). 
Následně byl jmenován chorvatským bánem a komisařem Záhřebského okresu a hejtmanem Požežské župy (1785–1790). 
Při plnění výše uvedených povinností se stal hlavním nositelem centralizačních aspirací osvíceného absolutismu krále Josefa II. (1780–1790) v Chorvatsku. V této pozici dostal za úkol rozdělit Maďarsko a Chorvatsko na deset okresů, které by revidovaly stávající historické hranice. 
Za jeho úřadování bylo vytvořeno Uherské pobřeží, zaveden katastr nemovitostí, provedeno první sčítání lidu a do veřejné správy byl zaveden německý jazyk. S návratem konstitučního státu roku 1790 se již nemohl udržet u moci, a následně Chorvatsko opustil. 